# Bangkalan (huyện)
Bangkalan là một huyện (tiếng Indonesia: kabupaten) thuộc tỉnh Đông Java tại Indonesia. Huyện lị đặt tại Bangkalan. Huyện nằm ở phía tây của đảo Madura, giáp với huyện Sampang ở phía đông, biển Java ở phía bắc và eo biển Madura ở phía tây và nam.
Cảng Kamal là cửa ngõ chính kết nối đảo Madura và Java, tại đây có một tuyến phà nối đến cảng Ujung gần Surabaya. Năm 2009, cầu Suramadu đã hoàn thành và là cây cầu đầu tiên nối giữa Java và Madura. Cầu Suramadu cũng là cầu dài nhất tại Indonesia.
Bangkalan có khu phát triển Gerbangkertosusila, và phần mở rộng của Vùng công nghiệp Surabaya.
Về mặt hành chính, huyện được chia thành các phó huyện (kecamatan): Arosbaya, Bangkalan, Blega, Burneh, Galis, Geger, Kamal, Klampis, Kokop, Konang, Kwanyar, Labang, Modung, Sepulu, Socah, Tanah Merah, Tanjungbumi, Tragah.